# Asota philippinensis
Asota philippinensis là một loài bướm đêm trong họ Erebidae.